# Paese sera
Paese sera (произносится «Паэ́зе се́ра», с итал. — «Страна вечером») — итальянская либеральная вечерняя ежедневная газета, выходившая в Риме с 1949 по 1992 год.

## История
Газета была основана в 1949 году как вечерний выпуск ежедневной утренней газеты Il Paese. После прекращения в 1963 году выхода Il Paese стала единственным изданием редакции. Наибольшего успеха достигла к 1980-м годам, когда тираж газеты превышал 200 000 экземпляров. Однако, в конце 1980-х годов экономика Италии оказалась в кризисе, в результате которого объём газетной рекламы сократился на 6—8 %. В начале 1990-х годов началось падение газетных тиражей. Paese sera оказалось одним из тех изданий, которые не смогли справиться с кризисом; её издание было прекращено в 1992 году.